# Cletodes endopodita
Cletodes endopodita is een eenoogkreeftjessoort uit de familie van de Cletodidae. De wetenschappelijke naam van de soort is voor het eerst geldig gepubliceerd in 1984 door Schriever.